# Pseudanthias fucinus
Pseudanthias fucinus är en fiskart som först beskrevs av Randall och Ralston, 1985.  Pseudanthias fucinus ingår i släktet Pseudanthias och familjen havsabborrfiskar. Inga underarter finns listade i Catalogue of Life.